# Belastingdruk
Belastingdruk is de mate waarin de belastingheffingen drukken op het besteedbaar inkomen. De gemiddelde belastingsdruk is het percentage dat aangeeft hoeveel procent van het bruto-inkomen er wordt uitgegeven aan belastingen. Belastingdruk is een onderdeel van lastendruk, waar bijvoorbeeld ook premiedruk toe wordt gerekend.
De belastingsdruk varieert (cijfers 2017) in de EU van 23% (Ierland) tot 46,5% (Frankrijk). Nederland zat op zo'n 39%, België op 45%.
Bij een belastingdruk van 100% is er geen sprake meer van economische zelfbeschikking van het individu, ongeacht of er sprake is van retributie.

## Situatie in Europa
De berekening van de belastingsdruk houdt niet altijd rekening met de werkelijke situatie, vooral als (zoals in België) belangrijke fiscale voordelen niet in rekening worden gebracht. De situatie in sommige landen (o.a. Nederland en Zwitserland) wordt bovendien onderschat, omdat bepaalde verplichte betalingen in die landen (bv. voor een private ziekteverzekering) niet als "belasting" worden geteld.

### België
De belastingdruk in België is zo'n 45%. Deze houdt niet volledig rekening met de vele fiscale voordelen, zoals die voor kinderoppas, de alomtegenwoordige alternatieve loonvoordelen zoals bedrijfswagen, maaltijdcheques, ecocheques, etc.
Daarnaast zijn er aanzienlijke verschillen tussen gezinssituaties. Vooral alleenstaanden zonder kinderen worden in vergelijking met andere landen zeer zwaar belast. Voor andere gezinssituaties is de situatie in België minder uitzonderlijk, o.a. door verhoging van de belastingvrije som voor kinderen ten laste, de kinderbijslag en het huwelijksquotiënt.
Uit het nieuwste Taxing Wages-rapport van de OESO, de Organisatie voor Economische Samenwerking en Ontwikkeling, dat de fiscale druk op arbeid in 2024 in kaart brengt blijkt dat België zich opnieuw wereldkampioen belastingen op arbeid mag noemen. De voorbije vijf jaar zagen enkel alleenstaande ouders met een laag loon hun lasten dalen. Voor mensen met een gemiddeld loon gaat al snel de helft of meer naar belastingen en sociale bijdragen.

### Nederland
De marginale druk geeft aan welk deel van de stijging van het bruto-inkomen niet resulteert in een hoger nominaal beschikbaar inkomen, maar in hogere af te dragen belastingen en premies, hogere of lagere heffingskortingen en lagere toeslagen. Tussen bruto-inkomen en nominaal beschikbaar inkomen zitten loon- en inkomstenheffing, sociale premies, ziektekostenpremies en pensioenpremie voor zover voor rekening van de werknemer en ontvangen toeslagen voor huur, zorg en kinderen. Wat meegeteld wordt is een kwestie van definitie.
Pensioenpremie voor zover voor rekening van de werknemer wordt hier wel meegerekend, maar kan ook weggelaten worden als zijnde een vorm van sparen.
Bij de genoemde definitie worden sociale lasten voor werkgevers (waaronder ook de IAB, de inkomensafhankelijke bijdrage) en indirecte belastingen niet meegerekend. Indirect betalen werknemers hier wel min of meer voor, onder meer doordat deze werkgeverswig een rol speelt bij de loononderhandelingen.
Bij de genoemde definitie worden ook indirecte belastingen niet meegerekend.
De marginale druk wordt bepaald door het schijventarief van de inkomstenbelasting, maar ook door de eventuele opbouw en door de afbouw van heffingskortingen en toeslagen als functie van het inkomen. De betreffende inkomenstrajecten worden op-/afbouwtraject of op-/afbouwpad genoemd.
Bij inkomsten in box 1 vormen de schijventarieven de basis voor de marginale druk (2023, AOW-min: 36,93% of 49,5%).
Bij de algemene heffingskorting is er een afbouwtraject dat de marginale druk verhoogt (2023, AOW-min: 6,095 % of 0%).
Bij de arbeidskorting is er een opbouwtraject dat de marginale druk verlaagt en een afbouwtraject dat de marginale druk verhoogt (2023, AOW-min: 6,51 % of 0%).
De som van deze drie componenten van marginale druk is voor topinkomens 49,5%, maar voor middeninkomens iets hoger, 49,535%. Sommige Kamerleden vinden dit (oktober 2022, het zijn voorgestelde percentages) ongewenst, en verzoeken de regering dit voortaan te voorkomen (ze verlangen niet dat het nog voor 2023 wordt bijgesteld). De som van de genoemde drie componenten van marginale druk is overigens het hoogst voor wie al in de hoogste schijf zit, maar nog wel in het afbouwpad van de arbeidskorting.
Bij arbeidsinkomen van een zelfstandige, pensioen, lijfrente en ontvangen partneralimentatie zorgt de IAB voor een extra marginale druk van 5%-punt.
Bij een genieter van een uitkering WWB is de marginale druk 100%: doordat het inkomen wordt aangevuld tot een norm leidt een extra euro verdiend inkomen tot een aanvulling die een euro kleiner is, waardoor het besteedbaar inkomen niet verandert. Een variant zou kunnen zijn dat bij de WWB niet met alle kosten ter verwerving van het inkomen rekening wordt gehouden zodat men bij meer werken minder besteedbaar inkomen heeft (marginale druk groter dan 100%) of een regeling dat een deel van de inkomsten niet gekort worden op de uitkering (marginale druk kleiner dan 100%).
Volgens het herziene regeerakkoord 2012 zal de marginale druk sterk stijgen bij een inkomen van ongeveer € 20.000, nog verder stijgen tot een inkomen van € 30.000, wat lager zijn tussen € 30.000 en € 80.000, vervolgens tot € 120.000 enkele procenten boven de 52% zitten, en vervolgens 52% zijn.

### Overzicht in de volledige EU
De gehele Europese Unie wordt beschouwd als een gebied waar hoge belastingen worden geheven. In 2007 bedroegen de belastingen en de bijdragen aan de sociale voorzieningen in de 27 lidstaten van de Unie gemiddeld 39,8% wat ongeveer 12% meer is dan in Japan en de Verenigde Staten. Ook andere landen uit de Organisatie voor Economische Samenwerking en Ontwikkeling komen niet aan dit hoge percentage en alleen Nieuw-Zeeland komt in de buurt met een belastingdruk van 35% van het BBP. Binnen de Europese Unie verschilt de belastingdruk van lidstaat tot lidstaat ook sterk. Zo is de belastingdruk in Roemenië met 29,4% het laagst en in Denemarken met 48,7% het hoogst.
| Land                | 1995 | 1996 | 1997 | 1998 | 1999 | 2000 | 2001 | 2002 | 2003 | 2004 | 2005 | 2006 | 2007 | 2008 | 2009 | 2010 | 2011 | 2012 | 2013 | 2014 | 2015 | 2016 | 2017 |
| ------------------- | ---- | ---- | ---- | ---- | ---- | ---- | ---- | ---- | ---- | ---- | ---- | ---- | ---- | ---- | ---- | ---- | ---- | ---- | ---- | ---- | ---- | ---- | ---- |
| België              | 43,8 | 44,4 | 44,9 | 45,5 | 45,5 | 45,2 | 45,2 | 45,3 | 44,9 | 45,0 | 44,9 | 44,5 | 43,0 | 43,6 | 42,7 | 43,1 | 43,7 | 44,8 | 45,7 | 45,5 | 45,1 | 44,3 | 44,9 |
| Bulgarije           | -    | -    | -    | -    | 30,6 | 32,5 | 30,9 | 29,6 | 32,2 | 33,1 | 34,0 | 33,2 | 34,2 | 30,7 | 27,2 | 26,0 | 25,3 | 26,7 | 28,3 | 28,4 | 29,1 | 29,0 | 29,5 |
| Tsjechië            | 36,2 | 34,7 | 35,0 | 33,3 | 34,0 | 33,8 | 34,0 | 34,8 | 35,7 | 37,4 | 37,1 | 36,7 | 36,9 | 33,2 | 32,2 | 32,7 | 33,8 | 34,2 | 34,8 | 33,9 | 34,0 | 34,8 | 35,4 |
| Denemarken          | 48,8 | 49,2 | 48,9 | 49,3 | 50,1 | 49,4 | 48,4 | 47,8 | 48,0 | 49,0 | 50,8 | 49,6 | 48,7 | 44,8 | 45,0 | 45,0 | 45,0 | 45,8 | 46,3 | 48,9 | 46,4 | 45,9 | 45,7 |
| Duitsland           | 39,8 | 40,7 | 40,7 | 40,9 | 41,7 | 41,9 | 40,0 | 39,5 | 39,6 | 38,7 | 38,8 | 39,2 | 39,5 | 37,7 | 38,0 | 36,7 | 37,2 | 37,8 | 38,2 | 38,1 | 38,4 | 38,8 | 39,1 |
| Estland             | 36,4 | 34,4 | 34,4 | 34,2 | 32,7 | 31,3 | 30,5 | 31,1 | 30,9 | 30,7 | 30,9 | 31,3 | 33,1 | 31,4 | 34,9 | 33,3 | 31,5 | 31,7 | 31,6 | 32,1 | 33,2 | 33,5 | 32,8 |
| Ierland             | 33,1 | 33,1 | 32,4 | 31,8 | 31,8 | 31,6 | 29,8 | 28,5 | 29,0 | 30,3 | 30,7 | 32,1 | 31,2 | 29,0 | 28,1 | 27,8 | 28,1 | 28,3 | 28,8 | 28,8 | 23,4 | 23,5 | 23,0 |
| Griekenland         | 29,1 | 29,4 | 30,6 | 32,5 | 33,3 | 34,6 | 33,2 | 33,7 | 32,3 | 31,2 | 31,5 | 31,3 | 32,1 | 31,8 | 30,8 | 32,0 | 33,6 | 35,8 | 35,7 | 36,0 | 36,6 | 38,7 | 38,9 |
| Spanje              | 32,7 | 33,1 | 33,2 | 33,0 | 33,6 | 33,9 | 33,5 | 33,9 | 33,9 | 34,5 | 35,6 | 36,5 | 37,1 | 32,2 | 29,8 | 31,3 | 31,2 | 32,2 | 33,0 | 33,6 | 33,7 | 33,4 | 33,8 |
| Frankrijk           | 42,7 | 43,9 | 44,1 | 44,0 | 44,9 | 44,1 | 43,8 | 43,1 | 42,9 | 43,2 | 43,6 | 43,9 | 43,3 | 42,6 | 42,2 | 42,3 | 43,4 | 44,5 | 45,5 | 45,7 | 45,7 | 45,8 | 46,5 |
| Kroatië             |      |      |      |      |      |      |      |      |      |      | 36,3 | 36,9 | 37,1 | 36,8 | 36,4 | 35,9 | 35,2 | 35,9 | 36,3 | 36,7 | 37,3 | 37,8 | 37,8 |
| Italië              | 40,1 | 41,8 | 43,7 | 42,5 | 42,5 | 41,8 | 41,5 | 40,9 | 41,3 | 40,6 | 40,4 | 42,1 | 43,3 | 41,2 | 41,7 | 41,5 | 41,5 | 43,5 | 43,5 | 43,1 | 43,0 | 42,3 | 42,1 |
| Cyprus              | 26,7 | 26,4 | 25,8 | 27,7 | 28,0 | 30,0 | 30,9 | 31,2 | 33,0 | 33,4 | 35,5 | 36,5 | 41,6 | 34,8 | 31,8 | 31,9 | 31,9 | 31,6 | 31,6 | 33,4 | 33,3 | 32,9 | 34,0 |
| Letland             | 33,2 | 30,8 | 32,1 | 33,7 | 32,0 | 29,5 | 28,5 | 28,3 | 28,5 | 28,5 | 29,0 | 30,4 | 30,5 | 28,0 | 27,6 | 28,5 | 28,4 | 29,1 | 29,3 | 29,7 | 30,1 | 31,1 | 31,0 |
| Litouwen            | 28,5 | 27,9 | 31,0 | 32,0 | 31,8 | 30,1 | 28,6 | 28,4 | 28,1 | 28,3 | 28,5 | 29,4 | 29,9 | 30,6 | 30,2 | 28,3 | 27,2 | 27,0 | 27,0 | 27,5 | 28,9 | 29,7 | 29,5 |
| Luxemburg           | 37,1 | 37,6 | 39,3 | 39,4 | 38,3 | 39,1 | 39,8 | 39,3 | 38,1 | 37,2 | 37,5 | 35,8 | 36,7 | 36,8 | 38,4 | 37,6 | 37,2 | 38,5 | 38,4 | 37,6 | 37,5 | 38,1 | 38,9 |
| Hongarije           | 41,6 | 40,6 | 39,0 | 39,0 | 39,1 | 38,5 | 38,3 | 38,0 | 37,7 | 37,6 | 37,5 | 37,2 | 39,8 | 39,4 | 38,9 | 37,2 | 36,6 | 38,3 | 37,9 | 38,1 | 38,8 | 39,3 | 38,3 |
| Malta               | 26,8 | 25,4 | 27,5 | 25,6 | 27,3 | 28,2 | 30,4 | 31,5 | 31,4 | 32,8 | 33,8 | 33,7 | 34,7 | 32,1 | 32,4 | 31,9 | 32,2 | 32,4 | 32,6 | 32,4 | 30,7 | 31,2 | 31,9 |
| Nederland           | 40,2 | 40,2 | 39,7 | 39,4 | 40,4 | 39,9 | 38,3 | 37,7 | 37,4 | 37,5 | 37,6 | 39,1 | 38,9 | 35,9 | 35,1 | 35,5 | 35,5 | 35,6 | 36,1 | 37,0 | 36,9 | 38,4 | 38,6 |
| Oostenrijk          | 41,4 | 42,9 | 44,4 | 44,4 | 44,0 | 43,2 | 45,3 | 43,9 | 43,8 | 43,4 | 42,2 | 41,7 | 42,1 | 41,5 | 41,1 | 41,1 | 41,2 | 41,9 | 42,7 | 42,8 | 43,2 | 41,9 | 41,8 |
| Polen               | 37,1 | 37,2 | 36,5 | 35,4 | 34,9 | 32,6 | 32,2 | 32,7 | 32,2 | 31,5 | 32,8 | 33,8 | 34,8 | 34,1 | 31,2 | 31,4 | 31,8 | 32,1 | 31,9 | 31,9 | 32,3 | 33,5 | 34,1 |
| Portugal            | 32,1 | 32,9 | 33,0 | 33,2 | 34,1 | 34,3 | 33,9 | 34,7 | 34,8 | 34,1 | 35,1 | 35,9 | 36,8 | 31,7 | 29,9 | 30,4 | 32,3 | 31,8 | 34,1 | 34,2 | 34,4 | 34,1 | 34,4 |
| Roemenië            | -    | -    | -    | 38,7 | 31,3 | 30,4 | 28,9 | 28,1 | 27,7 | 27,3 | 27,9 | 28,6 | 29,4 | 26,8 | 25,2 | 26,4 | 28,3 | 27,8 | 27,3 | 27,5 | 28,0 | 25,8 | 24,9 |
| Slovenië            | 39,2 | 38,1 | 37,0 | 37,8 | 38,2 | 37,5 | 37,7 | 38,0 | 38,2 | 38,3 | 38,7 | 38,4 | 38,2 | 36,6 | 36,4 | 37,1 | 36,7 | 37,1 | 36,7 | 36,4 | 36,6 | 36,7 | 36,5 |
| Slowakije           | 40,3 | 39,4 | 37,3 | 36,7 | 35,4 | 34,1 | 33,2 | 33,2 | 33,1 | 31,6 | 31,5 | 29,4 | 29,4 | 29,0 | 28,8 | 28,0 | 28,5 | 28,2 | 30,1 | 31,0 | 32,0 | 32,2 | 33,0 |
| Finland             | 45,7 | 47,0 | 46,3 | 46,1 | 45,8 | 47,2 | 44,6 | 44,6 | 44,0 | 43,5 | 44,0 | 43,5 | 43,0 | 41,2 | 40,9 | 40,8 | 42,0 | 42,7 | 43,6 | 43,8 | 43,9 | 44,0 | 43,3 |
| Zweden              | 47,9 | 50,4 | 50,9 | 51,5 | 51,8 | 51,8 | 49,9 | 47,9 | 48,3 | 48,7 | 49,6 | 49,0 | 48,3 | 44,0 | 44,0 | 43,2 | 42,5 | 42,5 | 42,9 | 42,5 | 43,1 | 44,2 | 44,4 |
| Verenigd Koninkrijk | 34,7 | 34,4 | 34,8 | 35,9 | 36,2 | 36,7 | 36,4 | 34,9 | 34,7 | 35,2 | 36,1 | 36,9 | 36,3 | 34,5 | 32,2 | 33,5 | 34,0 | 33,2 | 33,0 | 32,6 | 33,0 | 33,5 | 34,1 |
| EU-28 gemiddelde    | -    | -    | -    | -    |      |      |      |      |      |      | 37,5 | 37,9 | 38,0 | 37,7 | 37,1 | 37,2 | 37,7 | 38,3 | 38,7 | 38,6 | 38,5 | 38,7 | 39,0 |

## Marginaal
De marginale belastingdruk is een percentage dat aangeeft hoeveel procent extra belasting wordt betaald over extra inkomen. Het is het differentiequotiënt
{\displaystyle {\mathit {Marginale~belastingdruk}}={\frac {\Delta B}{\Delta Y}}}×100%
- {\displaystyle B} staat voor het totale belastingbedrag.
- {\displaystyle Y} staat voor het totale bruto-inkomen.
- {\displaystyle \Delta } staat voor verschil.

Het is bij een gegeven tariefsysteem afhankelijk van {\displaystyle Y} en {\displaystyle {\Delta Y}}.
Als er een formule is voor {\displaystyle B} als functie van {\displaystyle Y}, vóór toepassing van afrondingen zoals die op hele euro's, kan de afgeleide van {\displaystyle B} naar {\displaystyle Y} genomen worden om de marginale belastingdruk als functie van {\displaystyle Y} te bepalen. Als hiervoor toch een differentiequotïent wordt gebruikt met de daadwerkelijke waarden, moet om een algemeen beeld te krijgen en niet alleen de waarde voor één specifiek geval, {\displaystyle {\Delta Y}} niet te klein worden genomen (niet €1, maar bijvoorbeeld €10 of €100), om het verstorende effect van afrondingen te verkleinen.
Analoog kan de marginale lastendruk of eenvoudig marginale druk gedefinieerd worden, waarbij bijvoorbeeld ook sociale premies meegeteld worden. Toeslagen kunnen ook als negatieve lasten meegeteld worden. Deze zorgen veelal ook voor een extra marginale lastendruk, namelijk als ze inkomensafhankelijk zijn (lager bij een hoger inkomen).
Soms wordt zo de marginale lastendruk zelfs meer dan 100%. Zo is er een voorbeeld waarbij in Nederland in 2022 een extra inkomen (partneralimentatie) van bruto € 10.000 per jaar (netto voor de ontvanger € 5.143) voor iemand die alle vier de toeslagen ontvangt resulteert in een vermindering daarvan van in totaal € 5.496
 Hier zijn Kamervragen over gesteld. De regering heeft geantwoord dat dit inderdaad niet gewenst is, maar niet eenvoudig is op te lossen. Er wordt wel aan gewerkt, de eigen bijdrage voor de kinderopvang wordt bijvoorbeeld onafhankelijk van het inkomen. De regering ontkent overigens dat alimentatie die netto voor de ontvanger nihil is, zinloos is: dat de draagkrachtige ex-partner indien nodig tijdelijk bijdraagt aan de kosten van levensonderhoud van de alimentatieontvanger heeft niet alleen als doel dat de ontvanger meer kan besteden, maar ook dat deze een lager bedrag aan toeslagen nodig heeft. Afzien van partneralimentatie is echter geen beletsel voor het ontvangen van toeslagen, wel voor het ontvangen van bijstand.
Een hoge marginale lastendruk beperkt de stimulans om (meer) te gaan werken (als dit het geval is bij een laag inkomen spreekt men van een armoedeval), maar verzacht een inkomensachteruitgang.
De Commissie Van Dijkhuizen heeft voorgesteld het afbouwpercentage van de huurtoeslag, de zorgtoeslag en het kindgebonden budget gezamenlijk (de vermindering van het totaal per euro inkomenstoename) te stellen op 21,5% voor alleenstaanden en 15% voor partners gezamenlijk. Ook stelt de commissie voor om aftrekposten voor de inkomstenbelasting niet meer te laten doorwerken in de toeslagen, om te voorkomen dat het voordeel van een aftrekpost te groot wordt. Dit kan door de aftrekpost om te zetten in een subsidie of een heffingskorting.